# ハード・デイズ・ナイツ
『ハード・デイズ・ナイツ』は、富士見ミステリー文庫より刊行されている南房秀久による日本のライトノベル作品。イラストは壱河きづく。長編全9巻、短編全2巻で完結している。

## ストーリー
(1)レクイエムは君の―
ある日、女子高生が誘拐され、生きたまま惨殺されるという凶悪事件が起こる。その殺人工程を録画したビデオテープが玲の元に届けられる。玲達は事件の捜査に乗り出すが、その後もこの残虐極まりない事件は続く。そんな折、「インクウィジター」と名乗る犯人から玲へ、「ゲーム」への誘いの電話がかかってくる。もし玲が負ければ妹のニコルが殺される。かくして玲達と犯人との戦いが始まる。

## 登場人物
大地 一心（だいち いっしん）（声：鈴村健一）
主人公。高校一年生。人気グループ、S&S（ソーズ&ソーサリー）のギター&ボーカル担当。元々はサッカー少年で、ジュニアユース代表に選ばれるほどの実力だったが、スカウトされたことをきっかけに芸能界に飛び込んでいく。歌詞作り等の仕事は熱心だが、サボりの常連で、番組内で恒例の罰ゲームコーナーが設けられているほど。運動神経は抜群で、ギターのピックを投擲するなど実戦にもつよい。
やや度の過ぎた毒舌の持ち主で、芸能界の大御所相手であっても実力がなく嫌なやつと判断すれば容赦はしないため、社長は彼の言動に身をすり減らしている。亨、ニコルとは口ゲンカが絶えず、とくにニコルとは毒舌の応酬合戦を繰り広げることが多い。付き人の茜に対しても容赦なく、泣かせてしまったことも度々ある。この性格のため、誤解を受けることが多いが、友人を大切に思っており、困っている他人を放っておくことのできない熱血漢である。口の悪さも信頼の裏返しのようなところがあり、最終的にはたいていの相手と打ち解けている。また自分のせいで紫外線アレルギーを患ってしまった玲に対しては負い目も感じていた。仲間の危機には熱くなる性格だが、とりわけ茜のピンチにはなにを置いても駆けつけており、本人は否定していても周囲にはバレバレだった。
女郎花 茜（おみなえし あかね）（声：高橋美佳子）
“平均女”“歩く平均値”の通称を持つ一心のクラスメイトで本シリーズの（たぶん）ヒロイン。全国模試からスリーサイズにいたるまで、全国平均を叩きだしている。ただし、彼女らの通う学校は進学校であるため、常に赤点と隣り合わせの学生生活を送っている。ひょんなことから（月給100円で）一心を含めたS&Sの付き人をやることになってしまい、出席日数さえも危うくなってしまった。なお、彼女の月給はSINGLES2で95円に減らされている。海外旅行に行けば家族に生命保険をかけられるような、とても不幸な少女である。
基本的には陽性なのだが、個性的なメンツに取り囲まれている関係でときに性格を歪ませてしまっていることもある。また極度の怖がりでお化け屋敷は鬼門である。底抜けのお人好しで、自分の命の危険と引き換えとなるような状況にあっても、友人を救ったこともある。
知識等はともかく、性格的には常識人のため、ハチャメチャなところが目立つ一心のフォローをさせられることが多く、必然的に一心の傍にいやすい。そのためS&Sの女性ファンからは怨嗟の対象にされてしまっている。その一心には想いを寄せているのだが、へそ曲がりな一心と臆病な茜という取り合わせのため、なかなか関係は進展していない。
巽 玲（たつみ れい）（声：千葉進歩）
一心の実兄。父がニコルの母と結婚したことで、彼女とは義理の兄妹である。とある事情で放射能をまともに浴びてしまったことがあり、そのため重度の紫外線アレルギーを患ってしまい、昼間は外出できない。優れた頭脳の持ち主であり、ネット上でその名を知られた犯罪研究科。事件にかかわった物品を収集するだけでなく、事件の解決を手掛けることも多い。自分がかかわった犯罪被害者のことはすべて覚えており、解決できなかった事件について自責の念に駆られることも少なくない。
行動に制限こそあるものの運動神経も良好で見よう見まねで一心のピック投げを再現してみせたこともある。普段はその生業からは想像もできないような温厚な性格で、調理をはじめとした家事全般も大得意である。一心や茜をはじめとした面々がよく泊まりこみにくるが、嫌な顔ひとつせず、むしろ歓迎しているようである。粗暴で熱くなりがちな一心とは対照的な兄弟のようであるが、芯の部分での熱情は共通しており、犯罪を憎み、家族や仲間たちのことを大切に思っている。上記の病気によって自分の命が長くないことを悟っており、だからこそ誰かのために生きようと誓っている。
ラーラとはかつて恋人同士だった。
ニコル・エマーソン・タツミ（声：小林沙苗）
一心・玲の義妹。金髪碧眼で、会話に英語をおりまぜる事もある。小学生だが、学校には通っていない。玲を強く慕っている。一心とは犬猿の仲。
火之杜 亨（ひのもり とおる）
S&Sの、ベースおよびボーカル担当。女性（主に同年代）が苦手で、ゲーム狂。ギャルゲー等のゲームの作成にも手を掛けている。
風峰 士郎（かざみね しろう）
S&Sのリーダー。キーボード担当。アイドル業の裏でモバイル片手に株式を動かし、年数億の利益を上げる実業家。父親は、風峰グループのお偉いさん。
水谷 宏太（みずたに こうた）
S＆Sのドラム担当。一心と同じ学園に通う中学生（中等部生）。小学生以下と主婦層から絶大なる支持を受けている。局の女子アナなどにも人気がある。一心に懐いている（子犬のように纏わり付いている）。
ラショーモン
玲の知り合いの凄腕ハッカー。米国在住。各国主要機関のホストコンピューターにすら自由にアクセスできる。日本通で黒澤明のフリーク。
インクウィジター
inquisitor（異端審問官）と名乗る連続猟奇殺人犯。犯罪すらゲーム感覚で行う精神の持ち主。プライドが高く、自分が１度決めたルールは自身も必ず従い守り通そうとする。

## 既刊一覧
長編
- 『ハード・デイズ・ナイツ レクイエムは君の―』 ISBN 4-8291-6102-7
- 『ハード・デイズ・ナイツ (2) バラードは闇の―』 ISBN 4-8291-6121-3
- 『ハード・デイズ・ナイツ (3) ララバイは永遠の―』 ISBN 4-8291-6139-6
- 『ハード・デイズ・ナイツ (4) ラブソングは雪の―』 ISBN 4-8291-6153-1
- 『ハード・デイズ・ナイツ (5) エトワールは彼方の―』 ISBN 4-8291-6184-1
- 『ハード・デイズ・ナイツ (6) アンコールは誓いの―』 ISBN 4-8291-6211-2
- 『ハード・デイズ・ナイツ (7) ラプソディーは絆の―』 ISBN 4-8291-6246-5
- 『ハード・デイズ・ナイツ (8) アンプラグドは幻の―』 ISBN 4-8291-6269-4
- 『ハード・デイズ・ナイツ (9) ラストステージは夜明けの―』 ISBN 4-8291-6295-3

短編
- 『ハード・デイズ・ナイツ SINGLES GOOD NIGHT DARKNESS』 ISBN 4-8291-6169-8
- 『ハード・デイズ・ナイツ SINGLES2 SOMEDAY』 ISBN 4-8291-6188-4

ドラマCD
- 『ハード・デイズ・ナイツ　SOMEDAY』KSCA 29188